# Lyin' Eyes
Lyin' Eyes is een nummer van de Amerikaanse band Eagles. Het nummer verscheen op hun album One of These Nights uit 1975. Op 8 september van dat jaar werd het nummer uitgebracht als de tweede single van het album.

## Achtergrond
Lyin' Eyes is geschreven door drummer Don Henley en gitarist Glenn Frey en wordt gezongen door Frey. Henley en Frey kregen de inspiratie voor het nummer toen zij in hun favoriete restaurant/bar in Los Angeles Dan Tana's waren, waar vaak mooie vrouwen kwamen, en zij begonnen te praten over mooie vrouwen die vreemdgingen. Toen ze een mooie jonge vrouw met een dikke, oude, rijke man zagen, zei Frey: "She can't even hide those lyin' eyes" ("Zij kan die liegende ogen niet eens verbergen").
Volgens Henley schreef Frey het grootste deel van het nummer, alhoewel hij wel een deel van de coupletten en muziek schreef. Het nummer was geschreven in het huis dat de twee deelden in Trousdale (Beverly Hills). Frey zei hierover: "Het verhaal was altijd daar. Ik wil niet zeggen dat het nummer zichzelf schreef, maar toen we eraan gingen werken, waren er geen knelpunten. Teksten bleven maar komen, en dat is niet altijd hoe nummers geschreven worden." Tijdens een tournee van de Eagles in 2013 zei Frey dat het nummer in slechts twee avonden geschreven werd.
Lyin' Eyes is het enige nummer op het album One of These Nights waarbij alle regels door Frey worden gezongen (hij deelde de zang met Henley op het nummer After the Thrill Is Gone). Het nummer werd uitgebracht als de tweede single van het album, waarbij het complete tweede couplet, het tweede refrein en vier regels in het midden van het derde couplet uit het nummer werden gehaald om een radiovriendelijke lengte te krijgen.
De plaat werd in een aantal landen een hit en behaalde in thuisland de Verenigde Staten de 2e positie in de Billboard Hot 100, maar opmerkelijk was dat de plaat de 8e positie haalde in de countrylijsten in het land, hun eerste en hoogste notering in die lijst en iets dat weinig rockbands destijds konden presteren. In Canada werd de 19e positie bereikt, in Ierland de 3e, in Nieuw-Zeeland de 7e en in het Verenigd Koninkrijk de 23e positie in de UK Singles Chart.
In Nederland werd de plaat veel gedraaid op Hilversum 3 en werd een grote hit in de destijds twee hitlijsten op de nationale publieke popzender. De plaat bereikte de 23e positie in de Nationale Hitparade en de 19e positie in de Nederlandse Top 40 (destijds uitgezonden door de TROS op de befaamde donderdag met dj Ferry Maat).
In België behaalde de plaat géén notering in zowel de voorloper van de Vlaamse Ultratop 50 als de Vlaamse Radio 2 Top 30.
De plaat kreeg in 1976 een Grammy Award in de categorie "Best Pop Performance by a Group" en was tevens genomineerd in de categorie "Record of the Year".
Het nummer is een aantal malen gecoverd, waaronder door Lynn Anderson in 1976, Dolly Parton in 1976 en Kenny Rankin in 1980. In 1993 coverde Diamond Rio het nummer op het compilatiealbum Common Thread: The Songs of the Eagles. Tevens is het nummer te horen in de film Urban Cowboy uit 1980.

## Hitnoteringen

### Nederlandse Top 40
| Hitnotering: 22-11-1975 t/m 20-12-1975 | Hitnotering: 22-11-1975 t/m 20-12-1975 | Hitnotering: 22-11-1975 t/m 20-12-1975 | Hitnotering: 22-11-1975 t/m 20-12-1975 | Hitnotering: 22-11-1975 t/m 20-12-1975 | Hitnotering: 22-11-1975 t/m 20-12-1975 | Hitnotering: 22-11-1975 t/m 20-12-1975 |
| Week                                   | 1                                      | 2                                      | 3                                      | 4                                      | 5                                      |                                        |
| -------------------------------------- | -------------------------------------- | -------------------------------------- | -------------------------------------- | -------------------------------------- | -------------------------------------- | -------------------------------------- |
| Nummer                                 | 25                                     | 19                                     | 19                                     | 28                                     | 34                                     | uit                                    |

### Nationale Hitparade
| Hitnotering: 29-11-1975 t/m 06-12-1975 | Hitnotering: 29-11-1975 t/m 06-12-1975 | Hitnotering: 29-11-1975 t/m 06-12-1975 | Hitnotering: 29-11-1975 t/m 06-12-1975 |
| Week                                   | 1                                      | 2                                      |                                        |
| -------------------------------------- | -------------------------------------- | -------------------------------------- | -------------------------------------- |
| Positie                                | 24                                     | 23                                     | uit                                    |

### NPO Radio 2 Top 2000
| Nummer met noteringen in de NPO Radio 2 Top 2000 | '99 | '00 | '01 | '02 | '03 | '04 | '05 | '06 | '07 | '08 | '09 | '10 | '11 | '12 | '13 | '14 | '15 | '16 | '17 | '18 | '19 | '20 | '21 | '22 | '23 | '24 |
| ------------------------------------------------ | --- | --- | --- | --- | --- | --- | --- | --- | --- | --- | --- | --- | --- | --- | --- | --- | --- | --- | --- | --- | --- | --- | --- | --- | --- | --- |
| Lyin' Eyes                                       | 684 | 615 | 358 | 527 | 523 | 723 | 606 | 512 | 408 | 507 | 494 | 513 | 660 | 691 | 572 | 588 | 611 | 539 | 554 | 709 | 668 | 748 | 781 | 789 | 853 | 818 |

1. ↑  Een vetgedrukt getal geeft de hoogste notering aan.

### Evergreen Top 1000
| Evergreen Top 1000 "Lyin' Eyes - Eagles" | Evergreen Top 1000 "Lyin' Eyes - Eagles" | Evergreen Top 1000 "Lyin' Eyes - Eagles" | Evergreen Top 1000 "Lyin' Eyes - Eagles" | Evergreen Top 1000 "Lyin' Eyes - Eagles" | Evergreen Top 1000 "Lyin' Eyes - Eagles" | Evergreen Top 1000 "Lyin' Eyes - Eagles" | Evergreen Top 1000 "Lyin' Eyes - Eagles" | Evergreen Top 1000 "Lyin' Eyes - Eagles" | Evergreen Top 1000 "Lyin' Eyes - Eagles" | Evergreen Top 1000 "Lyin' Eyes - Eagles" | Evergreen Top 1000 "Lyin' Eyes - Eagles" | Evergreen Top 1000 "Lyin' Eyes - Eagles" | Evergreen Top 1000 "Lyin' Eyes - Eagles" | Evergreen Top 1000 "Lyin' Eyes - Eagles" | Evergreen Top 1000 "Lyin' Eyes - Eagles" | Evergreen Top 1000 "Lyin' Eyes - Eagles" |
| Jaar                                     | 2008                                     | 2009                                     | 2010                                     | 2011                                     | 2012                                     | 2013                                     | 2014                                     | 2015                                     | 2016                                     | 2017                                     | 2018                                     | 2019                                     | 2020                                     | 2021                                     | 2022                                     | 2023                                     |
| ---------------------------------------- | ---------------------------------------- | ---------------------------------------- | ---------------------------------------- | ---------------------------------------- | ---------------------------------------- | ---------------------------------------- | ---------------------------------------- | ---------------------------------------- | ---------------------------------------- | ---------------------------------------- | ---------------------------------------- | ---------------------------------------- | ---------------------------------------- | ---------------------------------------- | ---------------------------------------- | ---------------------------------------- |
| Positie                                  | -                                        | -                                        | -                                        | -                                        | -                                        | -                                        | 307                                      | 410                                      | 432                                      | 217                                      | 269                                      | 326                                      | 332                                      | 258                                      | 269                                      | 359                                      |